# The Hits – Chapter One
The Hits - Chapter One es el título del primer álbum de grandes éxitos grabado por la boy band estadounidense Backstreet Boys, incluye un tema inédito, Drowning, el cual se convirtió en el tema promocional del disco. El grupo no quería lanzar un álbum de grandes éxitos pero estuvieron obligados a hacerlo por sus representantes. El disco ha vendido alrededor de 6 millones de copias en el mundo. Fue certificado con disco de platino en Estados Unidos y en Reino Unido.

## Lista de canciones
- Edición Singapur

| The Hits - Chapter One |                                                      |          |  |
| N.º                    | Título                                               | Duración |  |
| 1.                     | «I Want It That Way»                                 |          |  |
| 2.                     | «Everybody (Backstreet's Back)» (Extended Version)   |          |  |
| 3.                     | «As Long as You Love Me» (Radio Mix)                 |          |  |
| 4.                     | «Show Me the Meaning of Being Lonely»                |          |  |
| 5.                     | «Quit Playing Games (With My Heart)» (Video Version) |          |  |
| 6.                     | «We've Got It Goin' On»                              |          |  |
| 7.                     | «All I Have to Give»                                 |          |  |
| 8.                     | «Larger than Life»                                   |          |  |
| 9.                     | «I'll Never Break Your Heart»                        |          |  |
| 10.                    | «The Call»                                           |          |  |
| 11.                    | «Shape of My Heart»                                  |          |  |
| 12.                    | «Get Down (You're the One for Me)»                   |          |  |
| 13.                    | «Anywhere for You»                                   |          |  |
| 14.                    | «The One»                                            |          |  |
| 15.                    | «More than That» (Radio Mix)                         |          |  |
| 16.                    | «Drowning»                                           |          |  |

1. ↑  Canciones 6, 9,12 13, 14 y 16 pueden estar o no incluidas según el país

- Bonus Tracks

| The Hits - Chapter One (Japón) |                   |          |  |
| N.º                            | Título            | Duración |  |
| 16.                            | «The Perfect Fan» |          |  |

| The Hits - Chapter One (España) |                        |          |  |
| N.º                             | Título                 | Duración |  |
| 16.                             | «Nunca Te Haré Llorar» |          |  |

| The Hits - Chapter One (Latinoamérica) |                        |          |  |
| N.º                                    | Título                 | Duración |  |
| 14.                                    | «Nunca Te Haré Llorar» |          |  |
| 15.                                    | «Donde Quieras Yo Iré» |          |  |

| The Hits - Chapter One (Argentina) |                        |          |  |
| N.º                                | Título                 | Duración |  |
| 17.                                | «The Perfect Fan»      |          |  |
| 18.                                | «Nunca Te Haré Llorar» |          |  |
| 19.                                | «Donde Quieras Yo Iré» |          |  |

- Edición Limitada

| Edición limitada Greatest Hits - The Remixes (Bonus CD) |                                                   |          |  |
| N.º                                                     | Título                                            | Duración |  |
| 1.                                                      | «All I Have To Give» (The Conversation Mix)       |          |  |
| 2.                                                      | «Shape Of My Heart» (Soul Solution Mix Show Edit) |          |  |
| 3.                                                      | «As Long As You Love Me» (Soul Solution Club Mix) |          |  |
| 4.                                                      | «Larger Than Life» (Jack D. Elliot Radio Mix)     |          |  |
| 5.                                                      | «More Than That» (Hani Radio Edit)                |          |  |
| 6.                                                      | «Everybody (Backstreet's Back)» (Multiman Remix)  |          |  |

- Datos: Q1156901